# Arlind Zeqiri
Arlind Zeqiri (mac. Арлинд Зеќири; ur. 18 października 1983 w Tetowie) – północnomacedoński prawnik i polityk pochodzenia albańskiego.

## Życiorys
W latach 2002–2007 studiował prawo na Uniwersytecie Europy Południowo-Wschodniej w Tetowie, następnie kształcił się na Międzynarodowym Uniwersytecie w Wiedniu, a w latach 2010–2011 odbył studia magisterskie z zakresu geoekonomii na Uniwersytecie Megatrend w Belgradzie.
Był zaangażowany w działalność Macedońskiego Czerwonego Krzyża jako wolontariusz. W latach 2007–2008 odbył staż w sądzie w Tetowie, a w 2012 roku zdał egzamin adwokacki. W 2016 roku pełnił funkcję ministra ds. inwestycji zagranicznych.
Deklaruje znajomość języków angielskiego, albańskiego, macedońskiego, niemieckiego i tureckiego.